# 1923 في تركيا
فيما يلي قوائم الأحداث التي وقعت خلال عام 1923 في تركيا.

## أحداث
- 28 يونيو – الانتخابات التشريعية التركية 1923

## سياسة

### تعيين في المنصب
- 1 نوفمبر – عصمت إينونو رئيس وزراء تركيا.

## مواليد

### يناير
- 1 يناير – بولنت اولوسو

### مارس
- 15 مارس – لطفي أوزكوك[1]

### أكتوبر
- 6 أكتوبر – يشار كمال روائي تركي.[2]

## وفيات

### مارس
- 23 مارس – أرمين غارو (مواليد 1872)

### أكتوبر
- 6 أكتوبر – الداماد محمد فريد (مواليد 1853)